# Трудове (Щастинський район)
Трудове́ (Арбайтергейм, Миколаївка) — село в Україні, у Новоайдарській селищній громаді Щастинського району Луганської області. Населення становить 54 особи.

## Населення
За даними перепису 2001 року населення села становило 54 особи, з них 83,33 % зазначили рідною українську мову, а 16,67 % — російську.